# Apple A11 Bionic
Der Apple A11 Bionic ist ein Ein-Chip-System (SoC) des US-amerikanischen Unternehmens Apple. Der A11 Bionic wurde am 12. September 2017 der Öffentlichkeit präsentiert und kam im iPhone 8, iPhone 8 Plus und im iPhone X zum Einsatz. Sein Vorgänger ist der A10 Fusion und sein Nachfolger der A12 Bionic. Seine Produktion endete mit der Einstellung der iPhone 8-Reihe im April 2020, softwareseitig erhielt er noch bis einschließlich iOS 16 Updates.

## Technik
Der A11 besteht aus einer von Apple entwickelten 64-Bit Armv8.2-A CPU mit sechs Kernen. Zwei davon sind Monsoon genannte Hochleistungskerne, die mit 2,39 GHz getaktet sind, die anderen vier heißen Mistral, sind energieeffizient und mit 1,695 GHz getaktet. Der L1I-Cache der Monsoon-Kerne wurde auf 128 KiB verdoppelt, die Anzahl der Decoder von sechs auf sieben erhöht, die Anzahl der Integer-Einheiten von vier auf sechs; der gemeinsame L2-Cache wurde auf 4 MiB vergrößert. Die Mistral-Kerne bekamen einen gemeinsamen 1 MiB großen L2-Cache. Der SoC kann, im Gegensatz zum Vorgänger A10, über einen neuen Performance-Controller alle sechs Kerne gleichzeitig ansprechen. Mit dem M11 ist auch ein neuer Bewegungs-Koprozessor enthalten. Der neue ISP unterstützt lighting estimation, wide color capture und advanced pixel processing. Eine neural engine für Face ID, Animoji und andere Aufgaben des maschinellen Lernens verarbeitet bis zu 600 Milliarden Operationen pro Sekunde. Damit können Berechnungen zur Bereitstellung künstlicher Intelligenz direkt auf dem Smartphone statt, wie bisher meist üblich, in der Cloud durchgeführt werden.
Erstmals enthält ein SoC von Apple einen Grafikprozessor, der vom Konzern selbst entwickelt worden ist. Dieser hat drei Kerne und ist um 30 % schneller als der des A10. Zum Einsatz kommt weiterhin das von Imagination Technologies übernommene Tilebased Deferred Rendering (TBDR).
Hergestellt wird der Chip von TSMC im 10-nm-FinFET-Verfahren und hat 4,3 Milliarden Transistoren. Das Die misst 87,7 mm², 41 % kleiner als das des A10. Das SoC mit der Bezeichnung APL1W72 bildet zusammen mit dem LPDDR4X-RAM einen PoP (Package-on-Package), hergestellt in TSMCs InFO-Packaging-Verfahren. Dabei gibt es eine Variante des A11 mit 2 GiB RAM, verbaut im iPhone 8, und eine Variante mit 3 GiB, verbaut im iPhone 8 Plus und iPhone X; das RAM ist über einen 64 Bit breiten Bus angebunden.
Die Leistung des A11 ist laut Geekbench-Benchmark auf dem Niveau eines Intel Core i7-7567U (Dual-Core, 3,6 GHz, 28 W TDP) im MacBook Pro von 2017. Im Antutu-Benchmark erreicht der A11 226.058 Punkte und übertraf damit als erstes Smartphone-SoC die 200.000.